# Кичево
Ки́чево (также Ки́чово, до XX века Кырчово, макед. Кичево, алб. Kërçova, Кырчова) — город в Северной Македонии, административный центр общины Кичево.

## География
Расположен в западной части Северной Македонии, в Кичевской котловине у юго-восточных склонов горы Бистра. От Скопье Кичево находится на расстоянии 112 км, приблизительно на полпути от Гостивара (46 км) к Охриду (61 км).

## Население

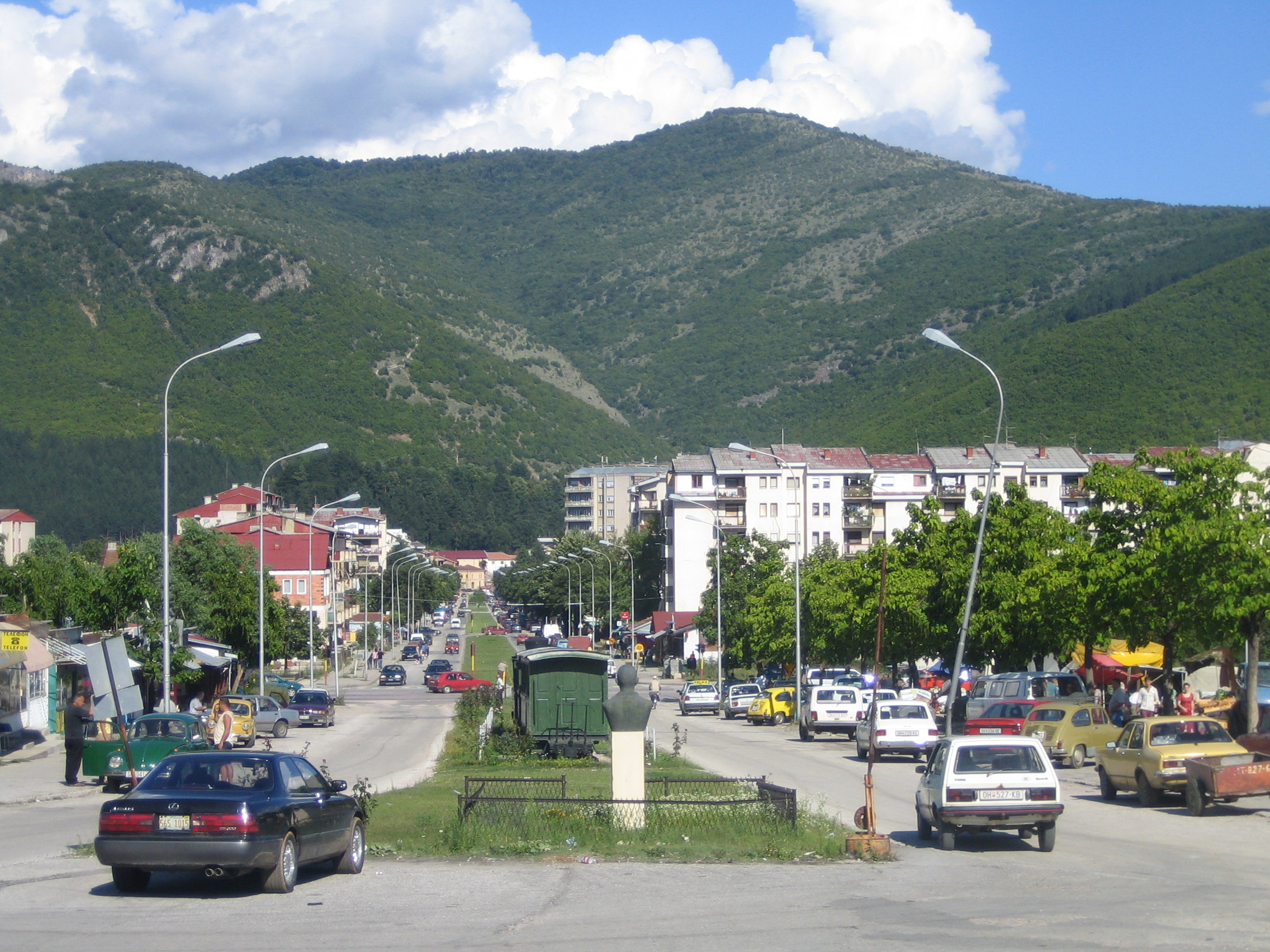
Вид на город

| Национальность | Всего  |
| македонцы      | 15 031 |
| албанцы        | 7 641  |
| турки          | 2 406  |
| цыгане         | 1 329  |
| влахи          | 75     |
| сербы          | 82     |
| бошняки        | 7      |
| другие         | 496    |